# Lieg
Lieg település Németországban, Rajna-vidék-Pfalz tartományban. Lakosainak száma 373 fő (2023. december 31.). Lieg Mörsdorf, Lütz és Treis-Karden községekkel határos.

## Népesség
A település népességének változása:
| Lakosok száma | 404  | 387  | 389  | 378  | 370  | 373  |
|               | 1975 | 2017 | 2019 | 2021 | 2022 | 2023 |